# Sparks (Texas)
Sparks è un census-designated place degli Stati Uniti d'America, situato nella contea di El Paso dello Stato del Texas.
La popolazione era di 4.529 persone al censimento del 2010. Fa parte dell'area metropolitana di El Paso.

## Geografia fisica
Sparks è situata a 31°40′30″N 106°14′21″W (31.675134, -106.239060).
Secondo lo United States Census Bureau, ha un'area totale di 1,3 miglia quadrate (3,4 km²).

## Società

### Evoluzione demografica
Secondo il censimento del 2000, c'erano 2.974 persone, 718 nuclei familiari e 654 famiglie residenti nella città. La densità di popolazione era di 2.214,0 persone per miglio quadrato (856,9/km²). C'erano 793 unità abitative a una densità media di 590,3 per miglio quadrato (228,5/km²). La composizione etnica della città era formata dal 70,75% di bianchi, lo 0,17% di nativi americani, lo 0,17% di asiatici, il 28,11% di altre razze, e lo 0,81% di due o più etnie. Ispanici o latinos di qualunque razza erano il 99,46% della popolazione.
C'erano 718 nuclei familiari di cui il 67,7% aveva figli di età inferiore ai 18 anni, il 69,1% erano coppie sposate conviventi, il 15,9% aveva un capofamiglia femmina senza marito, e l'8,8% erano non-famiglie. Il 7,4% di tutti i nuclei familiari erano individuali e il 2,2% aveva componenti con un'età di 65 anni o più che vivevano da soli. Il numero di componenti medio di un nucleo familiare era di 4,14 e quello di una famiglia era di 4,37.
La popolazione era composta dal 42,8% di persone sotto i 18 anni, l'11,9% di persone dai 18 ai 24 anni, il 27,6% di persone dai 25 ai 44 anni, il 13,5% di persone dai 45 ai 64 anni, e il 4,2% di persone di 65 anni o più. L'età media era di 22 anni. Per ogni 100 femmine c'erano 95,4 maschi. Per ogni 100 femmine dai 18 anni in giù, c'erano 92,1 maschi.
Il reddito medio di un nucleo familiare era di 21.964 dollari, e quello di una famiglia era di 24.286 dollari. I maschi avevano un reddito medio di 15.897 dollari contro i 14.395 dollari delle femmine. Il reddito pro capite era di 6.068 dollari. Circa il 34,1% delle famiglie e il 38,0% della popolazione erano sotto la soglia di povertà, incluso il 42,3% di persone sotto i 18 anni e il 60,2% di persone di 65 anni o più.